# Geerenbach
Der Geerenbach (früher auch Chirchbach genannt) ist ein 2,3 Kilometer langer linker Zufluss des Breitibachs in der Gemeinde Dübendorf im Schweizer Kanton Zürich. Er entwässert ein 0,97 Quadratkilometer grosses Gebiet am Adlisberg.

## Verlauf

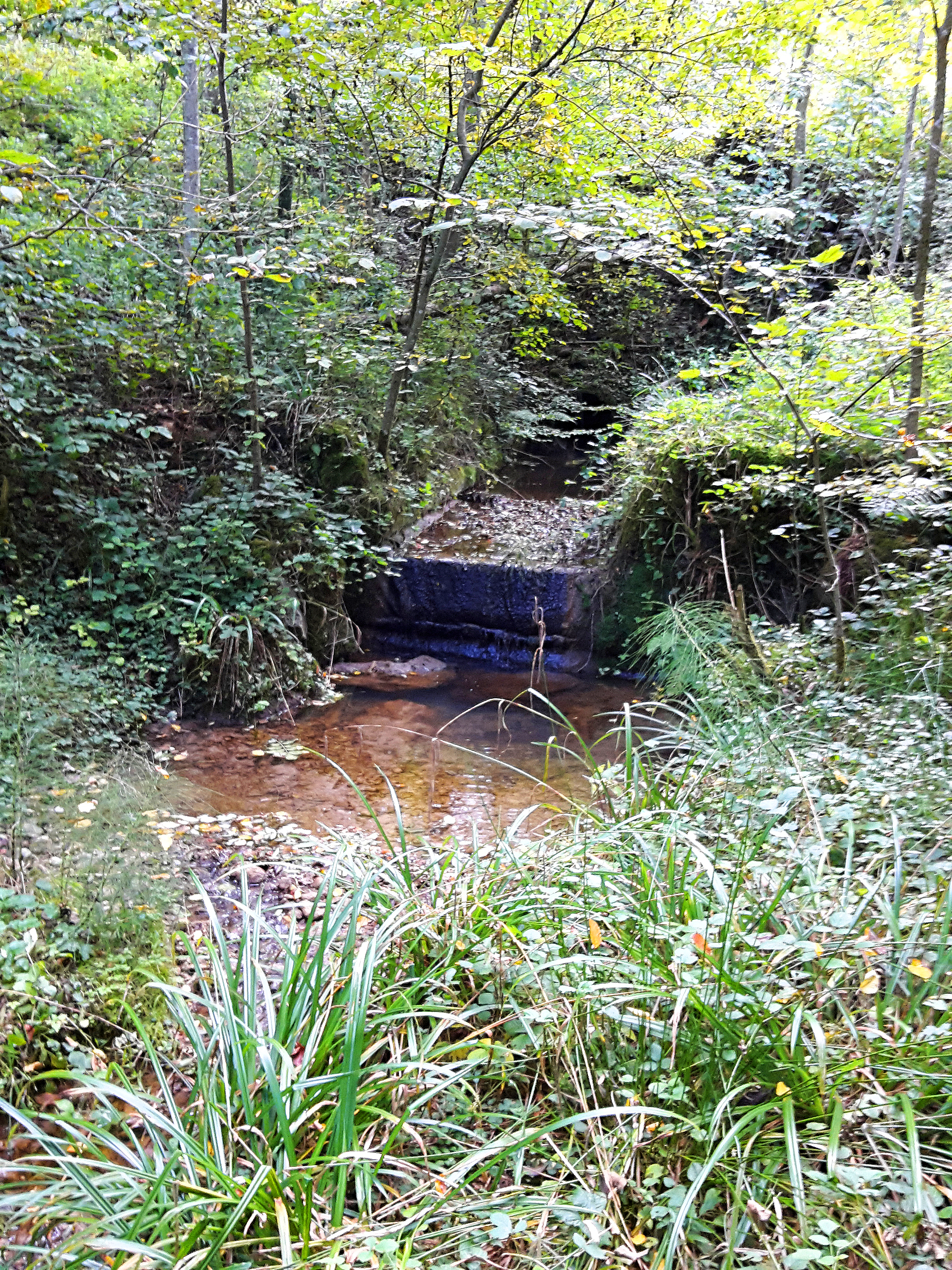
Geerenbach unterhalb von Geeren

Der Geerenbach entspringt oberhalb von Geeren am Osthang des Adlisbergs im Waldgebiet Bannholz auf 608 m ü. M. Die Quelle des Breitibachs liegt dabei nur 250 Meter entfernt. Nach etwa 380 Meter Bachlauf in nordöstliche Richtung erreicht er den Weiler Geeren. Er durchquert das Siedlungsgebiet offen und folgt kurz auf einem nordwestlichen Kurs dem Waldrand des Waldgebiets Eichholz. Der Geerenbach tritt nun in das Waldgebiet ein und nimmt im Heutobel von links den Ratzenhaldenbach auf, welcher hier mit 1,2 Kilometer Bachlauf 200 Meter länger ist als der Geerenbach. Er ändert hier wieder seinen Kurs und durchfliesst nun das Waldstück in nordöstlicher Richtung. Nahe dem Weiler Fallmen verlässt er das Waldgebiet wieder und verläuft nun auf den letzten 680 Metern, anfangs kurz von einem Waldsaum begleitet, von Feldern gesäumt, ehe er beim Schiessplatz Werlen von links in den Breitibach mündet.

Vor den 1950er Jahren mündete der Bach nicht in den Breitibach, sondern nahm in Fallmen den Schlosstobelbach auf und verlief in der Folge durchs Zentrum vom Dübendorfer Ortsteil Wil und entlang der heutigen Kirchbachstrasse, bevor er östlich des Neuguts in die Glatt mündete.